# Budynek Wydziału Fizyki, Astronomii i Informatyki Stosowanej UMK w Toruniu
Budynek Wydziału Fizyki, Astronomii i Informatyki Stosowanej UMK w Toruniu – gmach Uniwersytetu Mikołaja Kopernika, w którym znajduje się Wydział Fizyki, Astronomii i Informatyki Stosowanej. Znajduje się przy ul. Grudziądzkiej 5.
Budowę gmachu, przeznaczonego pierwotnie na siedzibę Pomorskiego Sądu Apelacyjnego, rozpoczęto w 1938 roku według projektu Zbigniewa Wahla. W maju 1946 roku budynek przekazano UMK.
Obiekt wpisany jest do gminnej ewidencji zabytków (nr 1615).